# Theo Walcott
Theo James Walcott (London, 16. ožujka 1989.) bivši je engleski nogometaš koji je igrao na poziciji napadača.

## Vanjske poveznice
- Profil na Transfermarktu
- Profil na Soccerwayu